# Anemia dardanoi
Anemia dardanoi är en ormbunkeart som beskrevs av Alexander Curt Brade. Anemia dardanoi ingår i släktet Anemia och familjen Anemiaceae. Inga underarter finns listade.